# Королівська кобра (фільм)
«Королівська кобра» (англ. King Cobra) — американський біографічний фільм 2016 року про життя та початок кар'єри актора порнографічних гей-фільмів Шона Пола Локхарта. Режисер – Джастін Келлі, фільм заснований на книзі «Вбивця Кобри: Гей-порно, вбивство та полювання на вбивць перед правосуддям» Ендрю Е. Стоунера та Пітера А. Конвея.
Фільм 21 жовтня 2016 року випустила компанія «IFC Midnight».

## У ролях
- Гарретт Клейтон — Шон Пол Локхарт
- Крістіан Слейтер — Стівен Косіс
- Кіген Аллен — Гарлоу Куадра
- Джеймс Франко — Джозеф «Джо» Керекес
- Алісія Сільверстоун — Джанетт Локхарт
- Спенсер Лофранко — Майкі
- Моллі Рінгволд — Емі Косіс
- Шон Гранділло — Калеб

## Виробництво
Прем'єра фільму відбулася на кінофестивалі Трайбека у квітні 2016 року. Невдовзі після цього IFC Films придбала права на розповсюдження фільму. Фільм вийшов у США 21 жовтня 2016 року.
«Rotten Tomatoes» повідомляє, що 49% з 37 опитаних критиків дали фільму позитивну рецензію; середня оцінка становить 5,6/10. «Metacritic» оцінив його на 48/100 на основі 19 рецензій. Грем Фуллер із «Screen Daily» написав, що це «фільм такого дотепного та сміливого характеру, що він зміг вийти за рамки своєї ЛГБТ-атрактивності та стати кросовер-хітом». Девід Ерліх з «IndieWire» поставив йому оцінку B+ та описав його як «надійну чорну комедію» з чудовим акторським складом. Пітер Дебруге з «Variety» назвав його «суцільною мерзенністю та бездушністю», порівнявши його з Cinemax After Dark. Джон ДеФор з The Hollywood Reporter назвав його «похмурим потенційним трилером» з поганим темпом.
Корігану запропонували зіграти другорядну роль у фільмі, але він відмовився. Пізніше він розкритикував творців фільму за те, що вони «спотворили» його життя, щоб представити неточне зображення вбивства та його часу в порнографії.